# Mocyta fungi
Mocyta fungi är en skalbaggsart som först beskrevs av Johann Ludwig Christian Gravenhorst 1806.  I den svenska databasen Dyntaxa används istället namnet Atheta fungi. Enligt Catalogue of Life ingår Mocyta fungi i släktet Mocyta och familjen kortvingar, men enligt Dyntaxa är tillhörigheten istället släktet Atheta och familjen kortvingar. Arten är reproducerande i Sverige. Inga underarter finns listade i Catalogue of Life.